# باري فوستر (ممثل بريطاني)
باري فوستر ( 21 أغسطس 1931 - 11 فبراير 2002)، هو ممثل بريطاني.
اشتهر فوستر باسم المفوض بيت فان دير فالك من المسلسل التلفزيوني فان دير فالك. كما لعب دور الشرير روبرت راسك في فيلم الهيجان ألفريد هيتشكوك.